# Touro (Vila Nova de Paiva)
Touro é uma povoação portuguesa sede da Freguesia de Touro do Município de Vila Nova de Paiva, freguesia com 47,75 km² de área e 819 habitantes (censo de 2021), tendo, por isso, uma densidade populacional de 17,2 hab./km².

## Demografia
| Ano  | 0-14 Anos | 15-24 Anos | 25-64 Anos | > 65 Anos |
| 2001 | 232       | 192        | 582        | 241       |
| 2011 | 136       | 118        | 432        | 232       |
| 2021 | 70        | 85         | 380        | 284       |